# Agastya

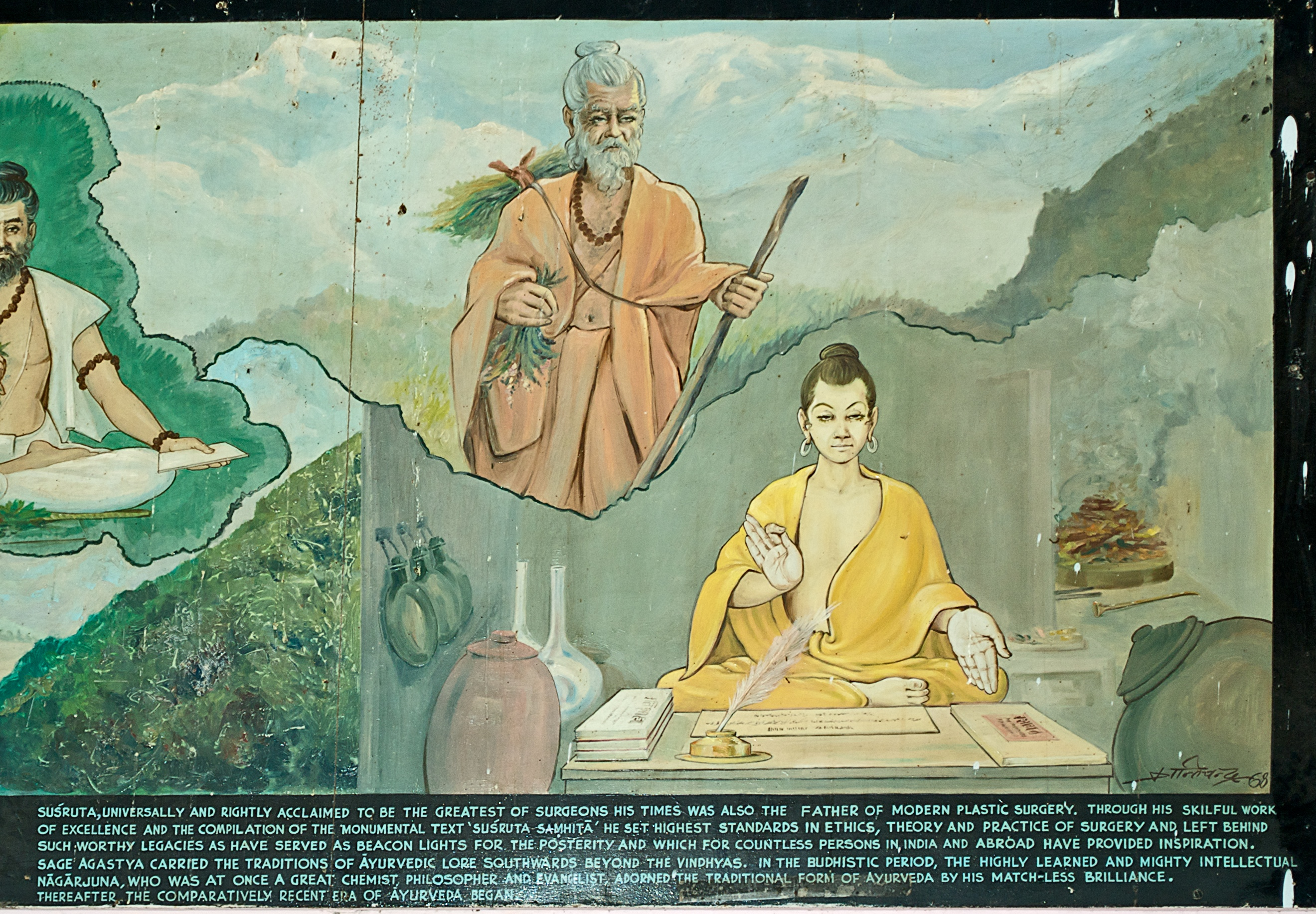
Nagarjuna en Agastya

Agastya is een belangrijke hindoewijze. Toen de mooie Urvasi sliep met zowel Mitra (soms Surya) en Varuna werd hij verwekt. 
Agastya vroeg een bergketen om te krimpen, zodat het zonlicht er langs kon komen. Hij vroeg om klein te blijven tot hij terugkwam, maar ging stiekem via een andere weg terug.
Hij hielp Rama (een avatara van Vishnu) in zijn strijd tegen de demonenkoning Ravana. De koning van Lanka werd gedood met de pijl van Agastya (afgeschoten door Rama), met andere pijlen groeiden de tien koppen van Ravana meteen weer terug. De speciale pijl was gemaakt van zonlicht en vuur en is even zwaar als de bergen Meru en Mandara samen.
In de Mahabharata wordt Agastya genoemd als een van de zeven Rishi's die de palankijn van Nahusha moesten dragen, toen deze koning van de goden was en zeer naar Sachi verlangde, de vrouw van Indra. Toen hij van Nahusha een trap kreeg om meer tempo te maken, vervloekte de Rishi Nahusha tot een leven als python in de jungle. Toen kwam Indra weer op de troon, die hij had verlaten omdat hij op slinkse wijze Vritra had omgebracht.